# Лобзин, Юрий Владимирович
Ю́рий Влади́мирович Лобзин (род. 22 ноября 1950, Порт-Артур, Китай) — советский и российский врач-инфекционист. Академик РАН, РАМН (2007, член-корреспондент 2000), профессор (1991), доктор медицинских наук, генерал-майор медицинской службы. Директор ФГБУ «Детский научно-клинический центр инфекционных болезней ФМБА» (с 2008).
Главный специалист Министерства здравоохранения Российской Федерации по инфекционным болезням у детей (с 2009) и главный инфекционист Санкт-Петербурга (с 2015), ранее главный инфекционист Министерства обороны. Заведующий кафедрой инфекционных болезней СЗГМУ имени И. И. Мечникова (с 2001), ранее возглавлял кафедру инфекционных болезней ВМедА.
Заслуженный деятель науки Российской Федерации (2002). Лауреат премии Правительства Российской Федерации (2013).

## Биография
Родился в семье врачей. Отец Владимир Семенович Лобзин окончил Военно-морскую медицинскую академию, служил на Дальнем Востоке, где и появился на свет Ю. В. Лобзин. Впоследствии В. С. Лобзин стал видным неврологом, заведовал кафедрой в ленинградском ГИДУВе, возглавлял общество врачей-неврологов Санкт-Петербурга. Младший брат Ю. В. Лобзина Сергей — ныне профессор-невролог, заведующий кафедрой в СЗГМУ им. И. И. Мечникова.
Окончил с золотой медалью Военно-медицинскую академию имени С. М. Кирова (1974), после чего на протяжении трёх лет проходил службу на Северном флоте. Затем с 1977 г. адъюнкт при кафедре инфекционных болезней альма-матер, после окончания которой там же преподаватель (с 1980), старший преподаватель (с 1987), начальник кафедры (с 1994) и одновременно с того же года являлся главным инфекционистом Министерства обороны РФ, а ранее, в 1985 году был назначен главным инфекционистом Военно-морского флота, с 2001 года заместитель начальника Военно-медицинской академии по научной работе. Также с 2001 г. по совместительству является заведующим кафедрой инфекционных болезней СЗГМУ им. И. И. Мечникова (до того Санкт-Петербургской медицинской академии последипломного образования). Председатель диссовета Д 215.002.01 во ВМедА.
По увольнении в 2008 году из Вооружённых сил, возглавил федеральное государственное бюджетное учреждение «Детский научно-клинический центр инфекционных болезней Федерального медико-биологического агентства» и в 2009году стал главным внештатным специалистом Министерства здравоохранения Российской Федерации по инфекционным болезням у детей, членом фармакокомитета МЗ РФ. «По статистике, 80—85 % детских болезней представляют собой инфекционные заболевания. Очень серьёзная цифра, и к ней надо относиться тоже очень серьёзно, потому что примерно в половине всех летальных исходов у детей причиной являются инфекции. И третий важный момент: около 30 % детей-инвалидов стали таковыми из-за перенесённого инфекционного процесса», — отмечает Ю. В. Лобзин в 2010 году.
С 17 декабря 2015 года также главный инфекционист Санкт-Петербурга. Президент Евро-Азиатского общества по инфекционным болезням, зампред Национального научного общества инфекционистов, президент Ассоциации врачей-инфекционистов Санкт-Петербурга и Ленинградской области.
Академик МАНЭБ (1994), РАЕН (членкор 1997) и ПАНИ. Главный редактор «Журнала инфектологии» и «Медлайн.ру», член редколлегий и редсоветов журналов «Эпидемиология и инфекционные болезни», «Медицинский академический журнал», «Инфекционные болезни», «Военно-медицинский журнал», «Вестник Российской Военно-медицинской академии» и ряда других.
В 1980 году защитил кандидатскую диссертацию, а в 1988 году — докторскую,в которой были отражены основные принципы реабилитации инфекционных больных в военно-медицинских учреждениях.
Ю. В. Лобзин является основателем нового научного направления — реабилитации инфекционных больных. Под его началом подготовлены 25 докторских и 48 кандидатских диссертации (данные на конец 2018 года).
Супруга Ирина — выпускница с красным дипломом Ленинградской консерватории; два сына также стали врачами.
Автор более 800 научных и педагогических трудов, из них 26 учебных пособий, 6 справочников, 34 монографии, 17 руководств для врачей, учебника для медицинских вузов «Инфекционные болезни».

## Награды
- Орден «За военные заслуги» (1996).
- Орден Пирогова (5 февраля 2024) — за большой вклад в развитие отечественной науки, многолетнюю плодотворную деятельность и в связи с 300-летием со дня основания Российской академии наук[10].
- Орден Почёта (17 июля 2017).
- Заслуженный деятель науки и техники Российской Федерации (2002).
- Премия Правительства Российской Федерации в области образования 2013 года (12 ноября 2013) — за цикл трудов "Учебно-методическое обеспечение непрерывного образовательного процесса по подготовке медицинских кадров по специальности "Паразитология"[11].
- Премия имени И. П. Павлова в области физиологии и медицины (2013) — за теоретическое обоснование и разработку новых подходов в диагностике, лечении и профилактике инфекционных заболеваний при тяжелых формах патологии иммунной системы[12].
- Памятный знак «МПА СНГ. 25 лет» (13 октября 2017) — за содействие в деятельности Межпарламентской Ассамблеи и её органов[13].
- Имеет благодарности Президента Российской Федерации, Председателя Правительства Российской Федерации, министра обороны Российской Федерации и руководителя ФМБА России[9].